# Виторито
Виторито (итал. Vittorito) је насеље у Италији у округу Л'Аквила, региону Абруцо.
Према процени из 2011. у насељу је живело 898 становника. Насеље се налази на надморској висини од 373 м.

## Становништво
| 1931. | 1936. | 1951. | 1961. | 1971. | 1981. | 1991. | 2001. | 2011. |
| ----- | ----- | ----- | ----- | ----- | ----- | ----- | ----- | ----- |
| 2.465 | 2.449 | 2.028 | 1.596 | 1.279 | 1.193 | 1.142 | 1.012 | 898   |